# 1627年の聖ゲオルギウス市民警備隊士官の宴会
『1627年の聖ゲオルギウス市民警備隊士官の宴会』（1627ねんのせいゲオルギウスしみんけいびたいしかんのえんかい、蘭: Feestmaal van de officieren van de st.jorisschutterij、英: The Banquet of the Officers of the St George Militia Company in 1627）は、オランダ黄金時代の巨匠フランス・ハルスが制作した、ハールレムの聖ゲオルギウス　(オランダ語で、聖ヨーリス) 市民隊の集団肖像画である。この作品には署名も年記もないが、モデルの名前や地位はすべてわかっており、うち3人は、1624-1627年の期間しか役職についていなかったので、制作時期もそれから推定できる。現在、ハールレムのフランス・ハルス美術館の代表作の1つの見なされている。

## 作品

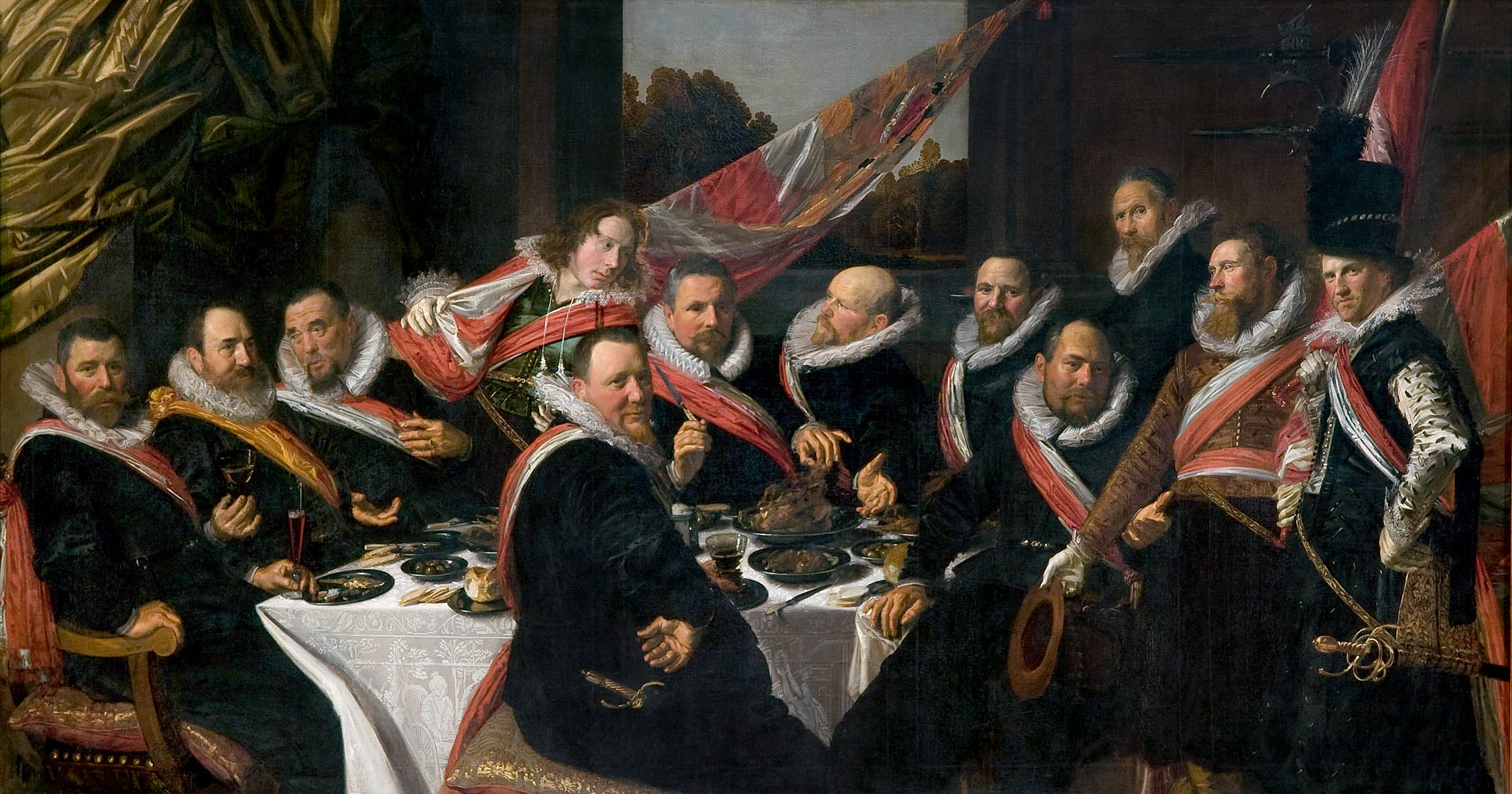
『1616年の聖ゲオルギウス市民警備隊士官の宴会』 (1616年)、フランス・ハルス美術館

フランス・ハルスは、肖像画をとりすました記念写真から、モデルの生気あふれる「スナップ写真」へと一挙に変貌させた画家である。本作は、フランス・ハルスが『1616年の聖ゲオルギウス市民警備隊士官の宴会』 (フランス・ハルス美術館) に続き、2度目に聖ゲオルギウス市民隊士官を描いた作品である。本作で想定されるのは、右手の入り口から入ってきた旗手たちが画面左端にいるアールト・ヤンスゾーン・ドゥライフェステイン 隊長に挨拶する場面であるが、飲み干した空のグラスを持つ画面前景右寄りにいるミヒール・デ・ワール分隊長が上機嫌な顔つきで正面を見ているので、鑑賞者も画中の宴会に引き込まれてしまう。
この集団のそれぞれの男性は、サッシュを纏っており、その色は旗手の持っている市民隊旗のオレンジ、白、青である。彼ら士官たちは、ハールレムの議会から3年間の任期で選出されたが、彼らはちょうどその任期を終えたところで、そのことを肖像画で祝っているところである。宴会の費用は、ハールレムの議会が負担した。左側のテーブルに着席し、オレンジのサッシュを纏って、ワインのグラスを持っている男性はドゥライフェステイン隊長で、彼は宴会を主導しているミヒール・デ・ワール分隊長を見ている。
描かれている男性は、左から右に、コルネリス・ボウデウェインス副官 (ドゥライフェステイン隊長の後ろに立っている)、ニコラ―ス・フェルベーク分隊長、旗手ボウデウェイン・ファン・オッフェンブルフ、ヤーコプ・ピーテルスゾーン・オリカン副官、ミヒール・デ・ワール分隊長、彼の後ろに立っている旗手ディルク・ディックスである。ディックスの右には召使のアレント・ヤコプスゾーン・クーツがおり、その手前に座っているのはフレデリック・コニング副官である。召使の横の一番右側には、旗手のヤーコプ・コルネリスゾーン・スホウトがおり、その前には小人のニコラ―ス・レ・フェブーレ分隊長がいる。

## 聖ヨリスドゥーレン

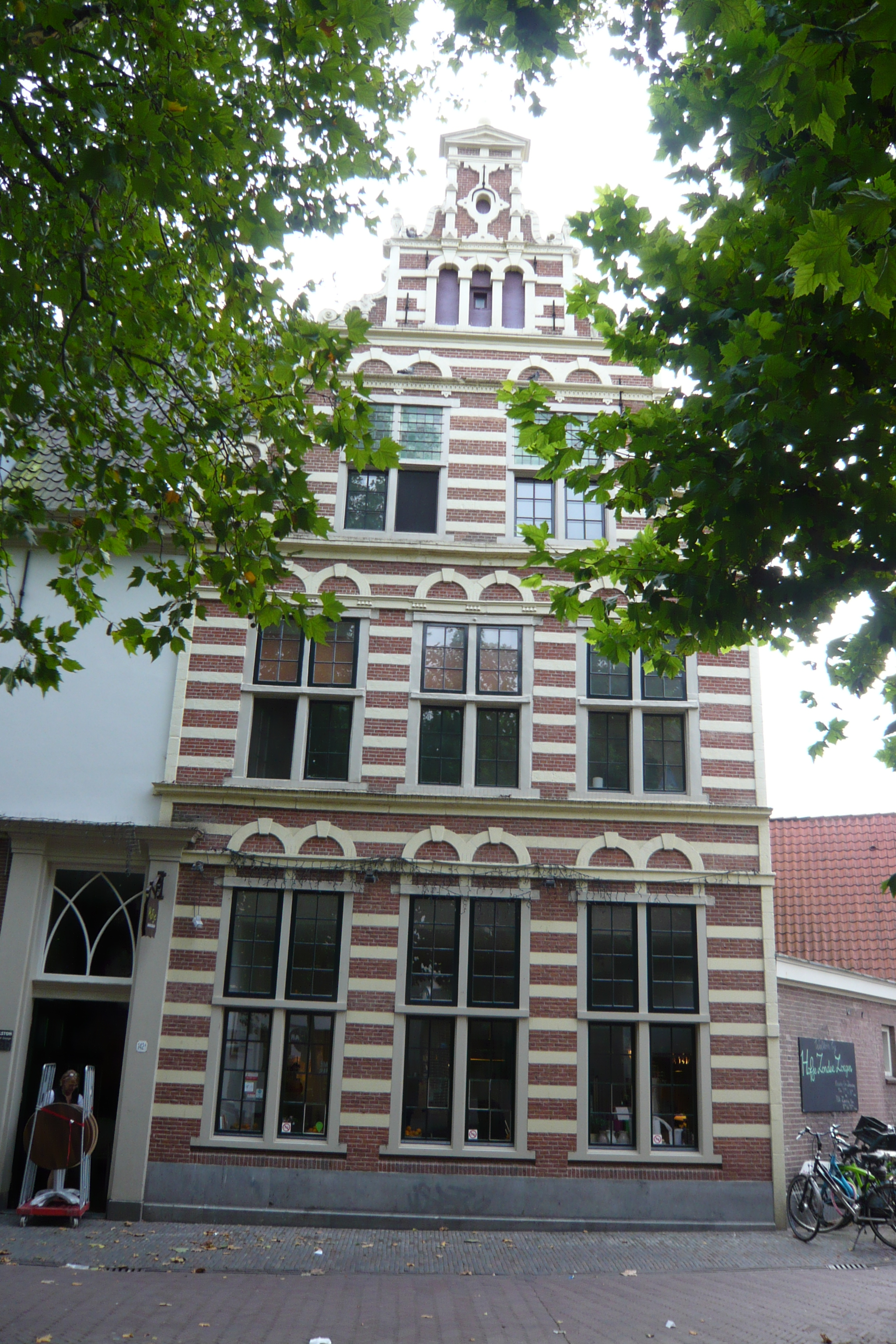
聖ヨリスドゥーレンのホールの1つ

絵画は以前、現在、プロフェニールスハイスとして知られる、フローテ・ホウストラートにある聖ヨリスドゥーレン (St. Jorisdoelen) の建物に他の作品といっしょに掛けられていた。フランス・ハルスと他の画家たちによる絵画は、建物のメイン・ホールにあった。 今日、メイン・ホールはレストランになっている私設救貧院になっているが、長年、建物は宿泊所として使われ、射手組合の集団肖像画は観光の目玉であった。現在、そこに掛けられていたすべての絵画は、フランス・ハルス美術館に移されている。